# Sonata em trio
Sonata em trio é uma forma musical, especialmente popular no fim do século XVII e início do século XVIII, composta normalmente para dois instrumentos melódicos solistas e baixo contínuo, totalizando as três partes que deram o nome de "sonata em trio" ao conjunto. Como o baixo contínuo, no entanto, se compõe normalmente de pelo menos dois instrumentos (tipicamente um violoncelo ou uma viola da gamba e um instrumento de teclado, como o cravo), as sonatas em trio são executadas quase sempre por pelo menos quatro músicos. As sonatas em trio de Arcangelo Corelli (opus I, 1681, opus III, 1689) foram alguns dos exemplos mais inspiradores do gênero.
Os instrumentos melódicos utilizados são quase sempre dois violinos. Uma conhecida exceção é a sonata em trio da Oferenda Musical de Johann Sebastian Bach, que apresenta um violino e uma flauta.
As sonatas em trio de Bach para órgão (BWV 525-530) combinam as três partes num só instrumento; a mão direita, a esquerda e os pedais assumem partes diferentes, criando assim a mesma textura obtida num trio. Outra inovação de Bach foi o uso de apenas dois instrumentistas na execução da sonata em trio, arranjando-o para uma parte concertante (obbligato) e outra para um instrumento melódico; alguns exemplos são as seis sonatas para cravo e violino solo (BWV 1014-1019), três sonatas para cravo e viola da gamba (BWV 1027-1029), além das três sonatas para cravo e flauta transversal (BWV 1030-1032).

## Exemplos no repertório erudito
- Tomaso Albinoni, 12 sonatas da chiesa op.1 e 12 sonatas da camera op.8
- Arcangelo Corelli, 24 sonatas da chiesa op.1 e op.3, 24 sonatas da camera op.2 e op.4.
- Henry Purcell, 12 sonatas em três partes, 1683, 10 sonatas em quatro partes, 1697 (ambos os conjuntos para dois violinos e basso continuo)
- Johann Sebastian Bach, sonatas em trio BWV 1036–1039; algumas são de atribuição duvidosa, porém todas são tipicamente barrocas, compostas para basso continuo e dois violinos, com a exceção da 1039, composta para duas flautas e basso continuo).
- Dieterich Buxtehude, Op. 1, seis sonatas em trio e Op. 2, sete sonatas em trio. Compostas para violino, viola da gamba e basso continuo, foram as únicas obras de Buxtehude a serem publicadas durante sua vida.
- George Frideric Handel, sonatas em trio op.2 e op.5
- Georg Philipp Telemann, cerca de 150 sonatas em trio, a maioria no estilo de Corelli.
- Johann Pachelbel, Musikalische Ergötzung ("Deleite Musical"), contendo seis sonatas em trio para dois violinos e basso continuo; a partitura original está em scordatura.
- Antonio Vivaldi, 12 sonatas em trio da camera op.1 e 2 sonatas op.5.
- Jan Dismas Zelenka, seis sonatas em trio (ou quartetos), ZWV 181, compostos para dois oboés, fagote e basso continuo; peças tecnicamente difíceis, contêm partes extremamente complexas para fagote e oboé.